# La Mira
La Mira era una masia del terme de Calders, al Moianès. Pertanyia a la parròquia rural de Sant Pere de Viladecavalls, o Viladecavalls de Calders.
Està situada, com tot el poble rural de Viladecavalls, en el sector occidental del terme calderí. Dins del seu territori, el Manganell ocupa la part oriental, a prop i al sud-oest de Serramelera, al sud del Canadell i a llevant de la Colònia Jorba i del Manganell.
Actualment aquesta masia acull un restaurant.